# Isenburg (Landringhausen)
Die Isenburg, früher auch als Ysenburg bezeichnet, war eine frühmittelalterliche Wallburg, die sich in der Gemarkung nahe Barsinghausen-Landringhausen und Groß Munzel in der Region Hannover befand. Der etwa im 10. bis 11. Jahrhundert in einer sumpfigen Niederung entstandene Ringwall diente wahrscheinlich als Fliehburg. Seine Reste wurden im 19. Jahrhundert zur Nutzung als Ackerfläche oberirdisch komplett eingeebnet. Erst eine Ausgrabung 1982/83 ergab nähere Erkenntnisse zum Aufbau und zum Entstehungszeitraum.

## Lage
Die frühere Befestigungsanlage befindet sich auf einem Feld etwa 2 km westlich von Groß Munzel und etwa 1,5 km nordwestlich von Barsinghausen-Landringhausen. Die heute landwirtschaftlich als Acker genutzte Fläche liegt rund 250 m östlich der BAB 2 und wenige Meter östlich des Büntebachs. Die Wallanlage liegt auf einer spornartigen Bodenerhebung, die sich 1,5 m über die Umgegend erhebt. Das war früher eine feuchte Niederung, die der Anlage natürlichen Schutz bot. Heute hat sich die ursprüngliche Landschaft mit ihren sumpfigen Wiesen durch Entwässerung und kanalisierte Bachläufe in trockenes Ackerland gewandelt.

## Geschichte
Die Ringwallanlage mit rechteckiger Vorburg findet sich in Flur- und Forstkarten des 18. Jahrhunderts, in denen sie als „Alte Burg“ bezeichnet wird. Zu dieser Zeit lag sie innerhalb des Waldgebiets Sundern, was sie vor der Zerstörung bewahrte. Im Rahmen der Flurbereinigung um 1860 wurde der Wald in Ackerland umgewandelt. Dabei wurden die Wälle eingeebnet und die Gräben zugeschüttet, so dass kaum noch Überreste feststellbar waren. 1870 beschrieb ein Heimatforscher die Anlage, die er noch mit einem Wall und einem davor liegenden Graben kannte. In der schriftlichen Überlieferung gibt es keine Hinweise auf die Erbauer, die wahrscheinlich dem regionalen Adel angehörten. Nutzer der anscheinend nur zeitweise als Fliehburg bewohnten Befestigung war in Zeiten der Gefahr die Bevölkerung der Umgegend mit ihrem Vieh. Die durch eine Ausgrabung (siehe dort) ermittelte Entstehungszeit der Anlage fällt in den Zeitraum der Ungarn-Einfälle im 10. Jahrhundert. Sie könnte als Schutz davor gedient haben. Denkbar ist ihre Errichtung auch aufgrund der Wikingereinfälle in dieser Zeit.

## Wiederentdeckung und Ausgrabung

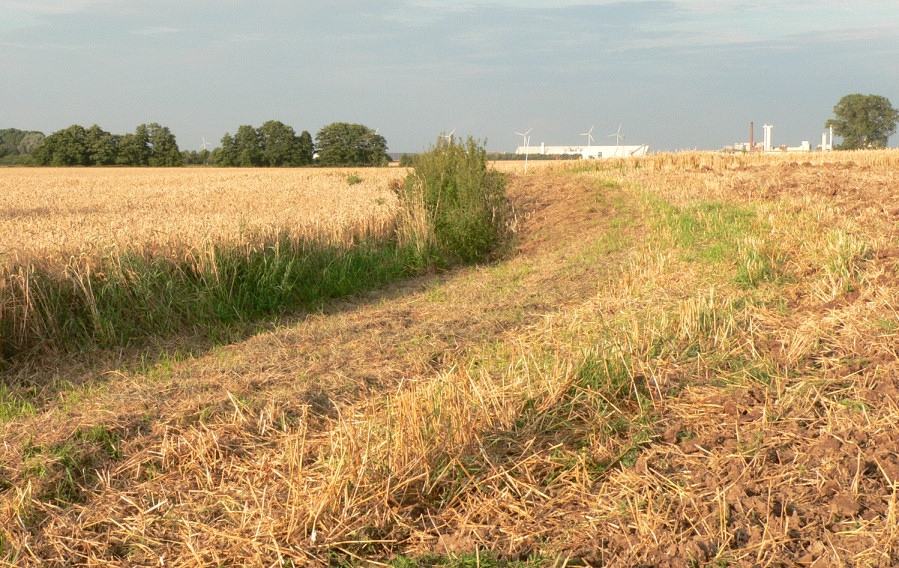
Die Wallanlage lag auf dem leicht erhöhten Gelände rechts

Aufgrund ihrer Einebnung im 19. Jahrhundert tauchte die Anlage in einschlägiger Literatur zu Burg- und Befestigungsanlagen nicht auf. Erst 1931 suchten Archäologen aus Hannover auf Veranlassung eines örtlichen Heimatforschers die Anlage auf. Dabei wurden noch Wallreste erkannt. 1981 erfolgte durch Fachkundige eine erneute Ortsbegehung bei starkem Schräglicht. In Verbindung mit Luftbildaufnahmen der Landesvermessung zeichnete sich deutlich der Grundriss der Anlage ab. Um vor einer weiteren Zerstörung durch landwirtschaftliche Nutzung noch Erkenntnisse gewinnen zu können, fand 1982/83 eine Ausgrabung statt. Bei der Grabung wurde von den ursprünglichen Holzteilen des Aufbaus kein festes Material mehr gefunden. Das Holz hatte sich vollständig im Boden aufgelöst und es konnten nur noch Bodenverfärbungen festgestellt werden. Trotzdem reichte dieses Material für eine Radiokohlenstoffdatierung aus, nach der die Anlage zwischen 920 und 1050 entstanden ist. Eine Phosphatkartierung ergab keine Hinweise auf eine intensivere oder dauerhafte Besiedlung im Inneren der Anlage.

## Baubeschreibung
Die Ausgrabung sowie die Luftbilder ergaben ein Bild über den früheren Aufbau der Wallanlage. Sie bestand aus einem kreisförmigen Ringwall als Hauptburg von 75 m Durchmesser und einer Breite von 9,5 m an der Basis. Die Größe des umwallten Innenraums betrug rund 0,5 ha. Südlich schloss sich eine rechteckige Vorburg von 110 m Länge und 100 m Breite mit einer Nutzfläche von etwa 0,8 ha an. Die Wälle der Hauptburg waren in einer aufwendigeren Holz-Erde-Bauweise ausgeführt. Die Wallvorderseite bestand aus einer Holzschalen-Kastenkonstruktion mit Baumstämmen und bearbeiteten Holzbohlen. Diese rund 3,5 m hohe senkrechte doppelte Holzwand verhinderte das Eindringen von Angreifern. Der Wall der Vorburg verfügte nur über eine einfache Holzwand. Der Sohlgraben rund um die Wallanlage hatte eine Breite von etwa 6 m und war rund 2,5 m tief.

## Bauzeitberechnung
Eine nachträgliche Modellrechnung zum Aufwand der Arbeiten ergab, dass die Befestigungsanlage von 100 Arbeitern bei 10 Stunden täglicher Arbeitszeit in etwa 150 Tagen errichtet werden konnte. Das stellte im Vergleich mit gleichartigen Anlagen eine relativ kurze Bauzeit dar. Bei den Erdarbeiten für die Isenburg hatten die Erbauer etwa 400–500 m Wall anzuhäufen und Gräben auf gleicher Länge auszuheben. Dazu waren etwa 2.700 Tagwerke zu je 10 Arbeitsstunden nötig. Die Holzarbeiten waren bedeutend aufwendiger, weil die Bäume erst eingeschlagen und teilweise zu Bohlen umgearbeitet werden mussten. Der Aufwand dafür wurde mit rund 11.700 Tagwerken berechnet.

## Ähnliche Befestigungsanlagen der näheren Umgebung
- In der Ebene:
  - Lüningsburg bei Neustadt am Rübenberge
  - Düsselburg bei Rehburg

- In der Höhe:
  - Heisterburg bei Lauenau-Feggendorf
  - Wirkesburg bei Lauenau-Feggendorf
  - Barenburg bei Eldagsen
  - Heisterschlösschen bei Beckedorf
  - Kukesburg bei Springe-Altenhagen
  - Bennigser Burg bei Bredenbeck-Steinkrug
  - Sachsenwall bei Nordstemmen

Bei der Isenburg schützte aber keine Steinmauer, sondern eine Holz-Erde-Konstruktion. Befestigungswerke wie die zuvor aufgeführten wurden von der archäologischen Forschung ursprünglich als sächsische oder als Heinrichsburgen (nach Heinrich dem Vogler) angesehen. Die neuere Forschung ordnet die Bauwerke im Raum der Mittelweser und der Leine dagegen einer Zeitspanne vom 8. bis zum 12. Jahrhundert zu. Wegen fehlender Besiedlung dürften die Anlagen nur sporadisch genutzt worden sein und als Fliehburgen gedient haben. Bei den im Deisterraum gelegenen Anlagen (Wirkesburg, Bennigser Burg, Heisterschlösschen) ist typisch, dass sie auf abfallenden Bergrücken und in der Nähe eines Bachlaufs errichtet wurden.